# Comunele Elveției

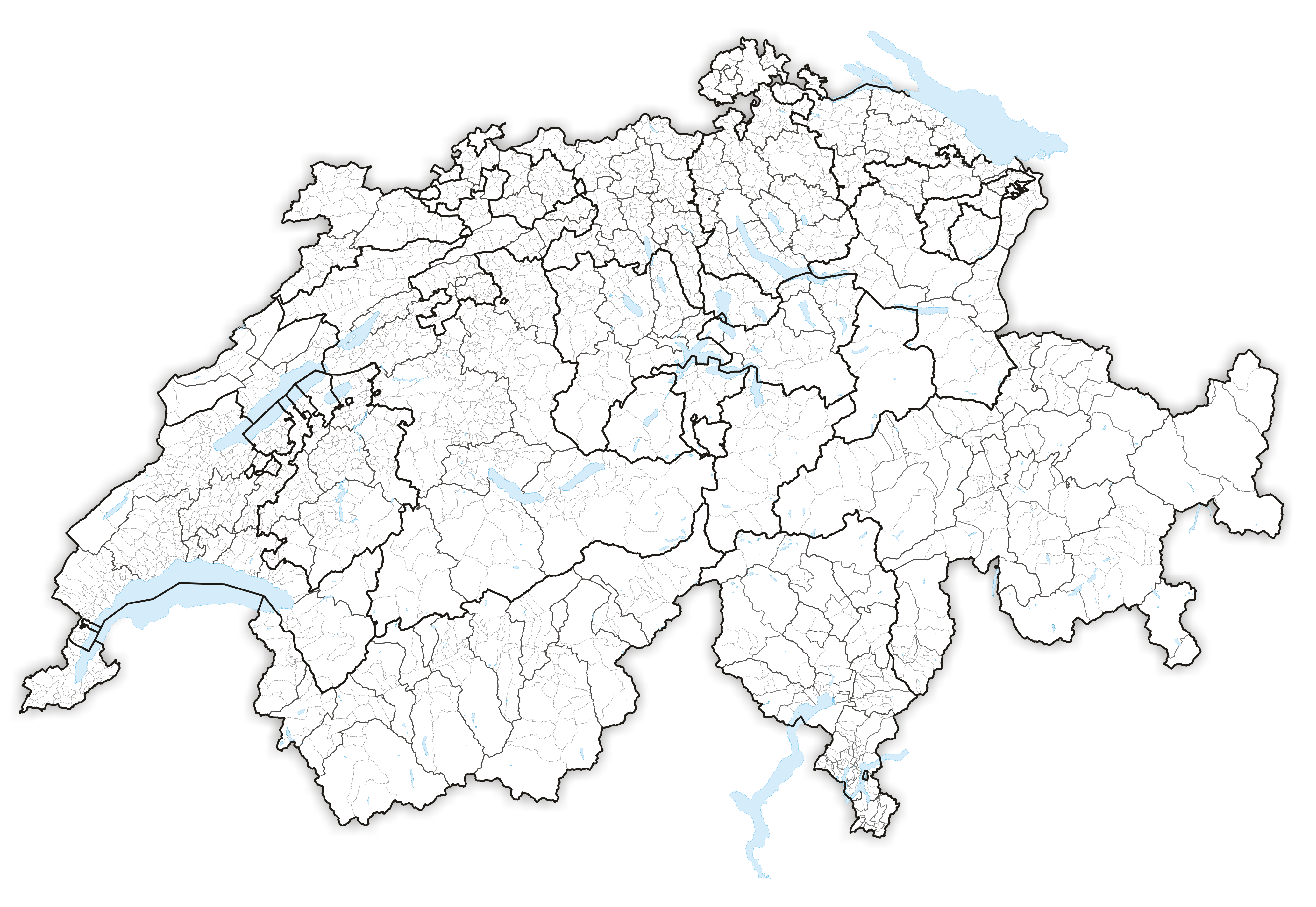
Harta comunelor Elveției (2015).

Comuna (în germană Gemeinden / în franceză communes / în italiană comuni / în retoromană vischnancas) este cea mai mică unitate administrativă locală din Elveția. La 1 aprilie 2012 în Elveția erau 2.485 de comune. La 1 ianuarie 2011 în țară erau 2.551 de comune, iar la 1 ianuarie 2010, Elveția avea 2.596 de comune.
În timp ce multe comune au o populație de câteva sute de locuitori, cele mai mari orașe din țară, cum sunt Zürich sau Geneva de asemenea au statut formal de comună. Suprafața comunelor variază între 0,28 km² (Ponte Tresa, Ticino) și 430 km² (Glarus Süd, Glarus).

## Orașe din Elveția
Orașele elvețiene (villes sau Städte) sunt comune cu o populație mai mare de 10.000 locuitori, sau localități mai mici care și-au păstrat statutul din perioada medievală. 
Populația medie a comunelor elvețiene este de 2.850 de locuitori.
| Criteriu                     | Comune | Populația | % din total | % din pop. totală |
| ---------------------------- | ------ | --------- | ----------- | ----------------- |
| Peste 100.000 locuitori      | 6      | 1.033.280 | 0,2 %       | 12,4 %            |
| Între 50.000 și 100.000 loc. | 3      | 175.580   | 0,2 %       | 3,7 %             |
| Între 10.000 și 50.000 loc.  | 119    | 2.005.195 | 4,5 %       | 26,7 %            |
| Între 1.000 și 10.000 hab.   | 1.240  | 3.711.418 | 47,0 %      | 49,4 %            |
| Sub 1.000 loc.               | 1.268  | 584.266   | 48,1 %      | 7,8 %             |

Cele mai populate trei comune sunt Zürich (372 047 loc.), Geneva (191 557 loc.) și Bâle (166 173 loc.).
Cele mai slab populate două comune sunt Martisberg (19 loc.) și Corippo (12 locuitori).
128 de comune au mai mult de 10.000 de locuitori și au statut de oraș.
| An    | 2013 | 2012 | 2011 | 2010 | 2009 | 2008 | 2007 | 2006 | 2005 | 2004 | 2003 | 2002 | 2001 | 2000 | 1999 |
| ----- | ---- | ---- | ---- | ---- | ---- | ---- | ---- | ---- | ---- | ---- | ---- | ---- | ---- | ---- | ---- |
| Număr | 2408 | 2495 | 2551 | 2596 | 2636 | 2715 | 2721 | 2740 | 2763 | 2815 | 2842 | 2865 | 2880 | 2899 | 2903 |

| An    | 1998 | 1997 | 1996 | 1995 | 1994 | 1993 | 1992 | 1991 | 1990 | 1985 | 1980 | 1975 | 1970 | 1965 | 1960 |
| ----- | ---- | ---- | ---- | ---- | ---- | ---- | ---- | ---- | ---- | ---- | ---- | ---- | ---- | ---- | ---- |
| Număr | 2915 | 2929 | 2940 | 2975 | 3013 | 3015 | 3017 | 3018 | 3021 | 3022 | 3029 | 3050 | 3074 | 3085 | 3095 |

## Topul comunelor după populație
| #  | Comună      | Canton      | Pop.    |
| -- | ----------- | ----------- | ------- |
| 1  | Zürich      | Zürich      | 376.990 |
| 2  | Geneva      | Geneva      | 188.234 |
| 3  | Basel       | Basel-Stadt | 164.516 |
| 4  | Lausanne    | Vaud        | 129.383 |
| 5  | Berna       | Berna       | 125.681 |
| 6  | Winterthur  | Zürich      | 103.075 |
| 7  | Lucerna     | Lucerna     | 78.093  |
| 8  | St. Gallen  | St. Gallen  | 73.505  |
| 9  | Lugano      | Ticino      | 55.151  |
| 10 | Biel/Bienne | Berna       | 51.635  |

| #  | Comună     | Canton     | Pop. |
| -- | ---------- | ---------- | ---- |
| 1  | Corippo    | Ticino     | 12   |
| 2  | Martisberg | Valais     | 19   |
| 3  | Mulegns    | Graubünden | 29   |
| 4  | St. Martin | Graubünden | 31   |
| 5  | Bister     | Valais     | 33   |
| 6  | Pigniu     | Graubünden | 33   |
| 7  | Selma      | Graubünden | 33   |
| 8  | Gresso     | Ticino     | 34   |
| 9  | Cauco      | Graubünden | 35   |
| 10 | Monible    | Berna      | 37   |

## Numărul comunelor după canton
| Canton                 | Numărul comunelor |
| ---------------------- | ----------------- |
| Aargau                 | 216               |
| Appenzell Extern       | 20                |
| Appenzell Intern       | 6                 |
| Basel-Landschaft       | 86                |
| Basel-Stadt            | 3                 |
| Berna                  | 379               |
| Freiburg               | 164               |
| Geneva                 | 45                |
| Glarus                 | 3                 |
| Graubünden             | 158               |
| Jura                   | 57                |
| Luzern                 | 83                |
| Neuenburg              | 37                |
| Nidwalden              | 11                |
| Obwalden               | 7                 |
| Schaffhausen           | 26                |
| Schwyz                 | 30                |
| Solothurn              | 118               |
| St. Gallen             | 77                |
| Tessin                 | 135               |
| Thurgau                | 80                |
| Uri                    | 20                |
| Waadt                  | 318               |
| Wallis                 | 135               |
| Zug                    | 11                |
| Zürich                 | 171               |
| Elveția – total comune | 2396              |